# Nobody But You
«Nobody But You» — пісня австрійського співака Цезара Семпсона для конкурсу  Євробачення 2018 в Лісабоні, Португалія. Буде виконана у одному із півфіналів Євробачення. 